# 酒精相關性失智
酒精相關性失智 (英語：Alcohol-related dementia，簡寫為ARD) 是種經由長期過度飲用酒類飲料，造成神經損傷及認知功能受損，而引起的失智症 。

## 術語
酒精相關性失智是目前醫事人員偏愛使用的一種廣義名詞。許多專家使用“酒精失智”來描述某些特定形式的ARD（這種ARD的特徵是執行功能如計劃、思考、和判斷的功能受損。另一種形式的ARD被稱為濕腦（wet brain，韋尼克-科爾薩科夫症候群），這種ARD的特徵是短期記憶減退和硫胺（維生素B1）不足。ARD患者的症狀通常是計劃能力受損、冷漠、加上記憶力減退。 ARD可能與其他形式的失智症一起發生（混合性失智）。由於缺乏具體的診斷標準，ARD受到廣泛的識別，但很少作為診斷。
在許多非醫療網站上，濕腦和酒精相關性失智這兩個名詞經常互換使用，造成嚴重混淆。此外，“酒精引發持續性失智（alcohol-induced persistent dementia）”是另一有時被用到的非特定名稱。

## 醫學徵象
某些酒精相關性失智患者的大腦的額葉受損，導致抑制解除、計劃和執行功能喪失，並無視自己行為的後果。其他類型的酒精相關性失智，如韋尼克氏腦病，因為大腦某些區域已破壞，而產生記憶力變化，主要症狀是短期記憶力減退。大多數酒精性失智症的表現介於整體性失智和高沙科夫症候群之間，並有可能會同時具備兩者的症狀。
受酒精相關性失智影響的人可能會出現記憶問題、語言障礙、以及無法執行複雜的動作功能（例如穿衣）。大量飲酒還會對手臂和腿部的神經造成損傷（即周邊神經病變），以及控制協調的小腦造成損傷，而導致小腦性運動失調的發生。這些患者的四肢感覺經常有問題，會有腳步不穩的情況。
酒精相關性失智症會導致各種精神醫學問題，包括精神症（與現實脫節）、抑鬱、焦慮、和性格改變。酒精性失智患者經常展現出冷漠，與額葉損傷有關, 與抑鬱症的症狀類似。有酒精使用疾患的人與沒有的人相較，較易罹患抑鬱症， 而抑鬱症和酒精性失智兩者間並不容易分辨。

## 病理生理學
流行病學的研究顯示長期酒精中毒與酒精性失智症之間存在關聯。酒精可作為一種神經毒素，對大腦直接造成傷害，或者酒精可透過導致營養不良（主要是硫胺的損失）而間接傷害到大腦。酒精使用疾患在老年人中常見，但初級照護的醫生通常會忽略酒精使用疾患症狀，而對酒精相關性失智症的診斷不足. 

## 診斷
由於酒精相關性失智的醫學徵象與其他類型失智的症狀基本相同，而變得不容易診斷。酒精性失智和阿爾茨海默病之間幾乎少有定性方面的差異，因此兩者也很難區分。其中有些警示信號如記憶力減退、難以執行平日熟悉的事、判斷力變差或是受損、以及語言表達問題。然而，最大的指標是來自朋友或家人報告說患者的個性發生變化。
有種簡單的智力功能測試 - 簡短智能測驗 - 是種入門級的失智篩檢。測試時間要花費15-20分鐘，可在心理健康中心進行。
診斷酒精相關性失智症，由於症狀廣泛和缺乏特定的大腦病理學，並不容易進行。《精神疾病診斷與統計手冊第五版》 (DSM-IV) 是種協助醫生診斷各式精神疾病的指南，有助於為失智症做診斷。

### 診斷標準
由於酒精相關性失智缺乏廣泛接受的非主觀診斷標準，雖然其存在已廣受承認，但並不經常用作診斷；仍需做更多的研究。在《精神疾病診斷與統計手冊》中談及酒精引起持續性失智的標準包括以下各項：
A. 有以下多種認知的缺陷：
1. 記憶障礙（學習新知識或是回憶以前學到知識的能力受損）
2. 以下一種（或多種）認知障礙：

- (a) 失語症（語言障礙）
- (b) 肢體失用症（運動系統功能完好，但執行運動活動的能力受損）
- (c) 失認症（感覺功能完好，但未能識別或確認物件）
- (d) 執行功能（即計劃、組織、排序、以及摘要）障礙

B. 上述A1和A2中描述的認知缺陷，均會導致患者社會或職業功能的顯著損害，而且與之前相比，功能水準顯著下降。
C. 這些缺陷不僅發生在譫妄的過程時，而且持續的時間超越一般物質中毒或是戒斷症狀的期間之外。
D. 根據病史、體格檢查、或化驗室檢查結果顯示，缺陷的病因與物質使用持續的影響有關。
而精神疾病診斷與統計手冊診斷標準也存有問題。首先，這些標準不但模糊，而且主觀。此外，失智症的診斷標準是根據阿爾茨海默病臨床表現而開發，不一定適用於其他失智症的診斷。致力開發更好的診斷模型有其必要。
大衛·奧斯林（David Oslin）在1988年老人精神病學國際雜誌發表提出經過驗證的替代臨床診斷標準。標準包括距離上次接觸酒精後至少已過60天後才被臨床診斷為失智，患者大量飲酒（男性至少35單位/週，女性至少28單位/週）的歷史超過五年，以及認知缺陷開始出現的三年內均大量飲酒。大衛·奧斯林提出新的和改善過的酒精相關性失智診斷標準的原因，是他希望透過這種重新定義的分類系統後，能讓人們對於酒精使用與失智之間的關係能有更多了解。
大衛·奧斯林所建議的ARD分類：
- 明確的酒精相關性失智

目前還沒可接受的標準來明確定義酒精相關性失智症。
- 可能與酒精有關的失智症

A. 可能是酒精相關性失智的臨床診斷標準包括有：
1. 在上次接觸酒精至少經過60天後被臨床診斷為失智。
2. 所謂大量飲酒的定義為男性每週至少攝取平均35單位（女性為28單位），為時超過五年。大量飲酒的時期必須是在失智症出現後的三年內。

B. 酒精相關性失智的診斷，會伴隨下列的身體狀況
1. 酒精相關的肝臟、胰臟、消化道、心血管、或腎臟疾病，即其他的終末器官損害。
2. 共濟失調或周圍感覺多發性神經病變（非由其他原因造成）。
3. 戒酒超過60天後，認知障礙可穩定或是改善。
4. 戒酒超過60天後，對腦室或是腦溝擴張的神經成像有證據獲得改善。
5. 透過神經成像，證明發生小腦（尤其是在蚓部）萎縮。

C. 而下列的臨床特徵對酒精相關性失智的診斷產生不確定性
1. 語言障礙，尤其是命名失語症的存在。
2. 局灶性神經系統醫學徵象的存在（共濟失調或周圍感覺多發性神經病變除外）。
3. 有神經成像證據顯示有皮質或皮質下梗死、硬膜下血腫、或其他局灶性腦部病理。
4. 經由Hachinski缺血量表（Hachinski Ischemia Scale）檢測，累積的評分升高。

D. 對於酒精相關性失智既不支持也未產生不確定性的臨床特徵，包括：
1. 神經成像證明皮質萎縮。
2. 在沒有局灶性梗死的情況下，神經成像顯示有腦室周圍或深部白質病變。
3. 載脂蛋白 c4 等位基因的存在。

## 治療
治療ARD，必須透過戒酒來進行。

## 預後
發生重複的戒斷，還有重複的暴飲，都會顯著加劇認知的缺陷。對老年人的認知變化風險更大。

### 復原
戒酒之後，許多缺陷通常會迅速復原（在一週之內）。而認知能力的逐步恢復可能需要數年時間。短期戒酒之後，在執行功能、工作記憶、以及知覺的障礙，還有運動功能的障礙通常會持續存在。認知技能的恢復似乎與最近的酒精攝入量和戒酒持續時間相關，而非與終生的累積酒精攝入量相關。
老年人縱然是戒酒，也不太可能完全康復。

## 流行病學
酒精性失智最早的發病期可在30歲就開始，但較常見的是在50至70歲之間出現。這種類型失智的發病和嚴重程度與個人一生的飲酒量直接相關。
性別似乎是發生認知障礙的一個危險因素，女性攝入酒精數量雖然較低，但較易受到影響。
一項在法國著眼於數千名受試者的其他研究, 發現適度飲酒 (每週最多4單位) 與較低程度的失智症有關聯, 反之亦然。沒有足夠的證據顯示有哪種酒精攝入量有預防失智的功能；但有些研究發現的是相反的效果，總體而言，當前流行病學研究的證據的品質都較差（因為採用觀察性研究來評估酒精攝入對健康的影響，無法對干擾因素達到控制變量的目的）。

## 著名案例
中國南北朝时北齊皇帝高洋统治后期沉迷酒色，因酗酒导致精神问题，時常稱自己見到亡魂或聽到怪声，且行为乖张，残暴嗜杀。死前不能進食，因此餐餐酗酒代飯而暴斃，享虛歲34。
社交名媛Leonore Lemmon（美國演員喬治·李維的未婚妻）的家人說在她生命的最後幾年裡患有酒精性癡呆症，她在1989年過世。
澳大利亞藝人兼“喜劇之王”格雷厄姆·肯尼迪在2005年去世時罹患有酒精性癡呆症。

## 外部連結
- Alzheimer's Society factsheet — What is Korsakoff's syndrome? （页面存档备份，存于）